# Anders Petter Ståhle
Anders Petter Ståhle, född 14 oktober 1774 i Kopparmöllan i Östra Ljungby socken, död 28 april 1832 på Fredriksdals herrgård i Helsingborg, var en svensk lagman och borgmästare i Helsingborg från 1809 fram till sin död 1832, samt stadens representant vid riksdagarna 1809, 1823 och 1829.

## Biografi
Ståhle föddes 1774 i Kopparmöllan i Östra Ljungby socken som son till kopparhammarsmeden Anders Ståhle och Botilla Cederborg. Familjen Ståhle var ättlingar till den adliga ätten Kåse. Hans far flyttade sedermera till Helsingborg där han växlade om till bryggare och blev så småningom ålderman där. Ståhle blev stadsnotarie i Helsingborg 1791 och året därefter stadskassör. Han gifte sig den 30 december 1796 med Christina Maria Béen, dotter till handlanden, sedermera rådman, Isaac Béen och Johanna Beata Lundström.Vigseln förrättades av kyrkoherden Elias Follin. I vigselboken anges Ståhle förutom stadskassör även vara hovrättskommissarie.
År 1801 blev han en del av stadens magistrat som rådman och 1802 blev han kämnärspreses, alltså ordförande i kämnärsrätten, den lägre domstolen under stadens rådhusrätt. Ståhle fick 1805 borgmästares titel under ordinarie borgmästaren Carl Gustaf Ekerholm och efter att denne avlidit 1808 utsågs Ståhle 1809 till Helsingborgs borgmästare. Som sådan var han ordförande i stadens representation vid välkomnandet av Jean Baptiste Bernadotte, senare kung Karl XIV Johan, då han den 20 oktober 1810 landsteg i Helsingborg på vägen till Stockholm för att utses till kronprins.
Ståhle köpte 1811 Fredriksdals herrgård från dåvarande ägaren, assessor Fredrik Wilhelm Cöster d.y.. Ståhle lät under sin tid som ägare bygga om huvudbyggnadens södra del, troligen på grund av vattensjuk mark. Den nya delen uppfördes i tegel och samtidigt tog man bort brädpanelen och vitputsade hela byggnaden. År 1822 målades även denna vit. I och med de många ombyggnaderna ombildades Fredriksdal från en gustaviansk gård till ett landeri i empirstil. Ståhle verkade också mycket för att utveckla jordbruket på Fredriksdal och under hans tid omvandlades egendomen och dess ägor till ett storjordbruk. Han tillät även, mestadels genom hustrun Christinas försorg, stadens invånare att fritt använda sig av herrgårdens park för att undslippa stadens trängsel och oljud. Under sin tid som borgmästare representerade han staden för borgareståndet under riksdagarna 1809, 1823 och 1829. Han blev 1818 riddare av Vasaorden och 1824 riddare av Nordstjärneorden. Ståhle avled plötsligt av slag på sitt Fredriksdal den 28 april 1832.

## Barn
- Nils Theodor Ståhle, född 4 juni 1797, död 16 september 1846, kvartermästare vid Kronprinsens husarregemente
- Johanna Botilla Ståhle, född 1 oktober 1802, död 17 augusti 1871
- Isaac Anders Ståhle, född 28 januari 1805, död 1 december 1884, major vid Skånska husarregementet
- Peter Fredric Ståhle, född 25 april 1808, död 22 april 1859, kapten vid Wendes artilleriregemente